# ۶۲۱ (قمری)
۶۲۱ (قمری)، ششصد و بیست و یکمین سال در گاهشماری هجری قمری است. اول محرم این سال برابر با بیست و چهارم ژانویه سال ۱۲۲۴ میلادی است.